# 1665 Gaby
1665 Gaby este un asteroid din centura principală, descoperit pe 27 februarie 1930, de Karl Reinmuth.